# Брент (Флорида)
Брент (енгл. Brent) насељено је место без административног статуса у америчкој савезној држави Флорида.

## Демографија
По попису из 2010. године број становника је 21.804, што је 453 (-2,0%) становника мање него 2000. године.
| Група             | 2000.          | 2010.          |
| Белци             | 13.082 (58,8%) | 10.810 (49,6%) |
| Афроамериканци    | 7.622 (34,2%)  | 8.523 (39,1%)  |
| Азијати           | 508 (2,3%)     | 823 (3,8%)     |
| Хиспаноамериканци | 433 (1,9%)     | 910 (4,2%)     |
| Укупно            | 22.257         | 21.804         |